# Pseudocercospora ocimicola
Pseudocercospora ocimicola är en svampart som först beskrevs av Petr. & Cif., och fick sitt nu gällande namn av Deighton 1976. Pseudocercospora ocimicola ingår i släktet Pseudocercospora och familjen Mycosphaerellaceae.   Inga underarter finns listade i Catalogue of Life.